# 칼리나 옝드루시크
칼리나 옝드루시크(폴란드어: Kalina Jędrusik, 1931년 2월 5일 ~ 1991년 8월 7일)는 폴란드의 배우이다.

## 출연 작품
- 페르디두르케 (1991)
- 베로니카의 이중 생활 (1991)
- 하누센 (1988)
- 오-비, 오-바: 더 엔드 오브 시빌라이제이션 (1984)
- 순진한 마법사 (1960)